# Vilhelm Storm
Vilhelm Ferdinand Johan Storm (født 28. september 1835 i Arendal, død 19. maj 1913 i Trondhjem) var en norsk zoolog og botaniker.
Han viste tidlig levende interesse for naturhistorie og fik 1853 et stipendium af Videnskabs-Selskabet i Trondhjem for at studere zoologi ved Kristiania Universitet, hvor han opholdt sig i 2 år. I 1856 blev han ansat som konservator ved Videnskabs-Selskabets naturhistoriske samlinger i Trondhjem og blev senere de zoologiske samlingers bestyrer. Han rejste 1890 med stipendium til Stockholm, København, Hamborg og Berlin for at studere derværende samlinger, og i en lang årrække foretog han, understøttet af Videnskabs-Selskabet, zoologiske undersøgelser i det nordenfjeldske Norge. Storm var virksom både som botanisk og zoologisk forfatter; Notitser til Trondhjems Omegns Flora, I—IV og Bidrag til Trondhjemsfjorden Fauna I—V er offentliggjorte i Det kongelige norske Videnskabers Selskabs Skrifter, hvor han desuden skrev flere andre afhandlinger over forskellige zoologiske emner. Særskilt har han udgivet: Vejledning i Trondhjems Omegns Flora (1869, 2. udgave 1882).